# 487 Venetia
487 Venetia
487 Venetia là một tiểu hành tinh ở vành đai chính. Nó được Luigi Carnera phát hiện ngày 9.7.1902 ở Heidelberg và được đặt theo tên tiếng Latinh của thành phố Venezia của Ý.